# 増田セバスチャン
増田 セバスチャン（ますだ セバスチャン、1970年8月7日 - ）は、日本の男性アートディレクター、アーティスト。原宿のショップ「6%DOKIDOKI」のプロデューサー。
「カワイイ」にこだわり続け、1995年から現在まで原宿を中心に活動している。日本の原宿KAWAIIカルチャーの創始者かつ第一人者とされている。2010年代以降は、原宿KAWAIIカルチャーが世界的にも高く評価されている。
6%DOKIDOKIの常連だったきゃりーぱみゅぱみゅのアーティストデビュー時からワンマンライブの演出・美術デザインを担当。同じく常連の森三中の大島美幸、篠原ともえとも交流がある。
千葉県松戸市出身。俳優の阿部サダヲ、グループ魂のベース・小園竜一は高校時代からの友人。宇宙飛行士・山崎直子は小学校、中学校の同級生。

## 経歴・人物
幼少時は手塚治虫や藤子不二雄が大好きで、マンガ家を目指していたことがある。
高校卒業後、専門学校入学の為に大阪へ行くが、環境の違いが原因で引きこもりになる。アルバイトもクビになり、所持金も無かったため図書館に通う日々を送る。ある日、寺山修司の著書「書を捨てよ町へ出よう」に出会い、東京に戻る決心をする。それ以降、影響を受けた人物として寺山修司を挙げている。
東京に戻った1990年以降、演劇・現代美術などの芸術分野に多く関わる。
1990年に劇団黄色舞伎団2(OM-2)の舞台にパフォーマー、スタッフとして参加。1991年に飴屋法水の現代美術ユニット「テクノクラート」に、1993年には前衛団体「SELF23」に参加した。同年、自身主催のパフォーマンスユニット「mama」を結成し、カワイイと狂気が同居する舞台を公演。後に主催舞台「ヴィジュアルショー」の原型となる。
1995年、ショップ6%DOKIDOKIを裏原宿にオープン。舞台の世界からショップに転向した理由として「身内感があり開催期間が短い舞台や展覧会と違い、まったくの他人が自分の作品(商品)に対して買うor買わないというダイレクトな評価をしてくれる継続的な場所だから、ショップという表現媒体に活動を移した」（トークイベントより）とのこと。2009年、2010年にワールドツアー「Harajuku"Kawaii"Experience」を開催。2010年は原宿、ロンドン、パリ、ロサンゼルス、サンフランシスコで現地の女の子とワークショップをしながら行なうファッションショーと「原宿」「カワイイ」文化のトークショーを行なった。サンフランシスコで参加したVIZ Pictures主催のイベント「J-POP Summit」では4万人を集めた。
2011年よりアートディレクターとして活動。きゃりーぱみゅぱみゅの「PONPONPON」のミュージックビデオの美術で世界的に注目を集める。その後、原宿の「KAWAII MONSTER CAFE」、サンリオピューロランドオープン25周年記念パレード「ミラクルギフトパレード(Miracle Gift Parade)」などを手掛ける。
2014年のニューヨークで初の個展「Colorful Rebellion –Seventh nightmare-」を皮切りに、海外を拠点にアーティストとしても本格的活動を始める。
京都造形芸術大学 情報デザイン学科 客員教授就任。平成29年度文化庁文化交流使に任命され、オランダで生活をしながらの作品制作や、アフリカ大陸での講演・ワークショップなど、世界を舞台にした活動の幅を広げている。2019年にはアート教育を支援するNPO法人HELI(X)UMを立ち上げた。

## 個展
- 2014年、「Colorful Rebellion –Seventh nightmare-」（NY）
- 2015年、「TRUE COLORS」（寺田倉庫本社ビル）
- 2016年、 「TRUE COLORS」（NY）
- 2017年、 「Point-Rhythm World -モネの小宇宙- “」（銀座ポーラ ミュージアム アネックス）
- 2017年、 「TRUE COLORS」（ROPPONGI HILLS A/D GALLERY）
- 2019年、 「FOREVER COLORS」（ROPPONGI HILLS A/D GALLERY）

## 作品展示
- 2010年、パルコギャラリー「ポップルズの世界展」 - インスタレーション製作、オープニングイベント演出
- 2010年、ロサンゼルスのギャラリー「RoyalT」ルネ・ブティックデビューイベント&展覧会「Roots of Kawaii」 - プロデュース
- 2012年、パルコミュージアム「増田セバスチャンが見つけた「もうひとつの内藤ルネ」展―Roots of “カワイイ”」 - プロデュース
- 2014年、六本木ヒルズ展望台 東京スカイビュー「ドール・カルチャー展」 - メインビジュアル製作
- 2014年、ニューヨーク 2014年2月27日 - 3月29日 Kianga Ellis Project
- 2014年、マイアミ 2014年7月12日 - 2015年1月5日 Young at Art Museum
- 2016年、ほぼ日刊イトイ新聞のイベントスペースTOBICHIにて、「あっちとこっち」展 -Knochin’ on Heaven’s Door-開催
- 2016年、「TIME AFTER TIME CAPSULE in ワシントンD.C.」
- 2016年、「TIME AFTER TIME CAPSULE× NHKworld in SanFrancisco 」
- 2017年、 芸術祭『Reborn-Art Festival 2017』ツリーハウス作品「あっちとこっち#東北」など
- 2017年、1万円アート “東京 3/100 テディベア展"参加
- 2017年、 「THE ドラえもん展 TOKYO 2017」参加
- 2018年、アートイベント「モンスターストライク展」
- 2019年、 Reborn Art Festival 2019　「ぽっかりあいた穴の秘密」展示
- 2020年、バンダイナムコグループ本社ビルに作品「Primal Pop (Pac-Man Mix)」展示
- 2020年、「ぽっかりあいた穴の秘密」クルックフィールズにて常設展示

## アートディレクション
- 2013年、CUTE CUBE モニュメント「Colorful Rebellion -OCTOPUS-」 - 製作
- 2013年、六本木ヒルズ天空のクリスマス2013 大型クリスマスツリー「“Melty go-round” TREE」 - 製作
- 2013年、ヴィレッジ・ヴァンガード×ニッショーコラボルーム「HARAJUKU KAWAii!! SPECIAL ROOM」 - デザイン
- 2013年、スクウェア・エニックス「ブレイブリーデフォルト フォーザ・シークウェル」 - 魔王デザイン
- 2014年、週刊ビッグコミックスピリッツ33号 ℃-ute×増田セバスチャン - 表紙&グラビアページアートディレクション
- 2014年、ANIME EXPOのNHK international - ブースデザイン&装飾
- 2014年、ダイヤモンドダイニング - よさこいチームビジュアルプロデュース、衣装監修（「第61回 高知よさこい祭り」にて審査員特別賞受賞「原宿表参道元氣祭 スーパーよさこい」にてビジュアル賞受賞）
- 2015年、寺山修司生誕80年記念本「寺山修司のラブレター」アートディレクション[3]
- 2015年、7月25日　京都・ 京都府立植物園の観覧温室前「鏡池」で開催される。本阿弥光悦、俵屋宗達らの画風を尾形光琳らが発展させた芸術流派「琳派」が2015年に400周年を迎えることを記念し、ヤノベケンジ、高橋匡太と共に、アートプロジェクト『PANTHEON -神々の饗宴-』を開催
- 2015年、西武鉄道 “SEIBU HALLOWEEN 2015 in NERIMA” - 西武池袋線 ラッピング電車“SEIBU HALLOWEEN KAWAII TRAIN”デザイン、練馬駅構内“SEIBU HALLOWEEN フォトスポット in 練馬駅”KAWAII PUMPKINオブジェ制作[4]
- 2015年、原宿に作られた国内最大規模のカフェ「「KAWAII MONSTER CAFE」をプロデュース
- 2015年、ボディショップ日本上陸25周年記念スペシャルパッケージデザイン
- 2015年、サンリオピューロランド 「25thアニバーサリーイヤー」ニューパレード “Miracle Gift Parade”、キャラクター衣装、グッズ - アートディレクション
- 2016年、日本ハムファイターズ「Kawaii FIGHTERS × Sebastian Masuda ベースボールシャツ」
- 2016年、横浜八景島 シーパラダイス「シーパラ×増田セバスチャン KAWAII不思議AQUARIUM」監修[5]
- 2016年、高知よさこい祭り 「ダイヤモンドダイニングよさこいチーム」ビジュアルプロデュース
- 2016年、青森県三沢市「テラヤマ・ロード」ロゴデザイン＆モニュメント作品制作[6]
- 2016年、ほぼ日手帳2017 増田セバスチャンデザイン発売[7]
- 2016年、ららぽーと・ラゾーナハロウィンキャンペーンのキーヴィジュアル＆アイコンキャラクターデザイン
- 2016年、テレビ東京 土曜ドラマ24「潜入捜査アイドル・刑事ダンス」番組ロゴデザイン
- 2017年、ヘアカラーブランド「フレッシュライト」ビジュアル制作、ブライス衣装スタイリング
- 2017年、ロッテ ENJOY HALLOWEEN KAWAIIシリーズ　デザイン
- 2017年、名古屋「mozo」8周年キーヴィジュアル、館内装飾ディレクション。
- 2017年、イオン「～イオン・イオンモールの春は、ポップな和～Ｋａ和ｉｉスプリング」キーヴィジュアル制作、キャラクター＆ロゴデザイン
- 2017年、高知よさこい祭り 「ダイヤモンドダイニングよさこいチーム」ビジュアルプロデュース
- 2018年、阪急百貨店うめだ本店ウィンドウデザイン「夏祭り」
- 2018年、ロッテ『エンジョイハロウィン』 シリーズ2018
- 2019年、ロッテ「エンジョイイースターシリーズ」2019
- 2019年、「ASIAN ELEVEN」ロゴ・ユニフォームデザイン
- 2019年、表参道ヒルズの「DELL Design Labo」
- 2019年、ディズニーストア共同企画「ARTIST COLLECTION by Sebastian Masuda」
- 2019年、Booking.com コラボレーション宿泊ルーム「KAWAII Japanese Room – Addicted to TOKYO」
- 2021年、Sanrio Kawaii ミュージカル『From Hello Kitty』
- 2023年、ミュージカル「チャーリーとチョコレート工場」

## 著作物
- 2008年、「6%DOKIDOKIヴィジュアルショーDVD」（アップリンク）
- 2011年、「家系図カッター」（角川グループパブリッシング）ISBN 978-4041032367
- 2012年、「原子素粒子ドロリ惑星」（ソニー・デジタルエンタテインメント）
- 2012年、「もうひとつの内藤ルネ」（パルコ出版）ISBN 978-4891949556
- 2013年、 「6%DOKIDOKI PERFECT BOOK」（宝島社）ISBN 978-4800207593
- 2018年、世界にひとつだけの「カワイイ」の見つけ方（サンマーク出版）ISBN 978-4763134899
- 2020年、 「ぺぱぷんたす004」参加（小学館）ISBN 978-4091016539
- 2020年、 初アートワーク集「PAINT IT, COLORFUL」（玄光社）ISBN 978-4768312001

## 映画
- 「くるみ割り人形」 - 監督
- 「きゃりーぱみゅぱみゅシネマJOHN!」 - 美術セット製作

## ミュージック・ビデオ
- きゃりーぱみゅぱみゅ - 美術装飾

「PONPONPON」、 「つけまつける」、「CANDY CANDY」、 「ファッションモンスター」 、 「ふりそでーしょん」
- TOWA TEI with BAKUBAKU DOKIN「WORDY」 - 美術監督
- 浜田ばみゅばみゅ「なんでやねんねん」- 監督
- SuG「KILL KILL」- 監督

## CM
- グリコ ・プリッツ 「プリッツPARTY!」 - 着ぐるみ製作
- ジーユー・「おしゃれインベーダー　レギンスパンツ篇」 - 美術デザイン・小道具製作
- グリコ ・アイスの実 「アイスの実　み篇」 - 美術デザイン
- P&G ・ウィスパー ピュアはだ 「指原莉乃 篇」 - 美術デザイン
- ヘーベルハウス中部・「先に住む者たち」篇「太陽の化身」篇 - 特殊衣装（太陽の化身）
- Nintendo Switch「ヨッシークラフトワールド」- CM美術

## テレビ
- NHKworld「Kawaii international」 - アートディレクション
- メ〜テレ「きゃりーぱみゅぱみゅテレビJOHN!」 - 美術セット
- YouTubeオリジナル番組「HARAJUKU KAWAii TV」 - 美術セット
- 日本テレビ「PON!」 - 美術セット
- 日本テレビ「ダウンタウンのガキの使いやあらへんで!」 - 浜田ばみゅばみゅのビジュアルプロデュース

## ステージ
- 2012年〜2014年きゃりーぱみゅぱみゅライブ
  - 「もしもしクアトロ」- 美術演出[8]
  - 「ぱみゅぱみゅレボリューションツアー2012」 - 美術演出[8]
  - 「ドキドキワクワクぱみゅぱみゅレボリューションランド2012 in キラキラ武道館」 - 美術演出[8]
  - 「100％KPP WORLD TOUR2013」 - 美術デザイン[8]
  - 「なんだこれくしょんツアー きゃりーぱみゅぱみゅの宇宙シアター」 - 演出、美術デザイン[8]
  - 「きゃりーぱみゅぱみゅのマジカルワンダーキャッスル」 - 演出、美術デザイン[8]
  - 「NANDA COLLECTION WORLDTOUR 2014」 - 美術デザイン[8]
  - 「ピカピカふぁんたじんツアー きゃりーぱみゅぱみゅの雲の上のHEAVEN'S DOOR」 - 演出、美術デザイン[8]
  - 「ピカピカふぁんたじんツアー きゃりーぱみゅぱみゅのからふるぱにっくTOY BOX」 - 演出、美術デザイン[8]
- 2012年、宮本亜門演出ミュージカル「ウィズ 〜オズの魔法使い〜」 - 美術監修[8]
- 2017年、寺山修司幻想市街劇「田園に死す」一部演出
- 2017年、アートパフォーマンス作品『Escape from Anonymous(e) -Improv Orchestra for the world-』 発表（オランダ）[9]

## インタビュー・対談
- 2014年、NHKハートネット[10]
- 2014年、CINRA．NET[11]
- 2014年、2.5D[12]
- 2015年、美学校トークショー出演[13]
- 2015年、東洋インキ「1050＋」で独特の色彩を語るインタビュー掲載
- 2015年、寺山修司生誕80周年：青森・三沢にて講演／WOWOW動画インタビュー公開
- 2015年、「ほぼ日刊イトイ新聞」にて糸井重里氏×増田セバスチャン対談[14]
- 2022年1月12日、ライブストリーミングチャンネル「DOMMUNE」に出演。番組は「Kawaii77年史〜77YEARS HISTORY OF Kawaii CULTURE」と題して、増田のレジュメをベースに「kawaii」の歴史を考察した[15]。